# Liban aux Jeux olympiques d'été de 2020
Le Liban participe aux Jeux olympiques de 2020 à Tokyo au Japon. Il s'agit de sa 18e participation à des Jeux d'été.

## Athlètes engagés
| Sport         | Hommes | Femmes | Total |
| ------------- | ------ | ------ | ----- |
| Athlétisme    | 1      | 0      | 1     |
| Haltérophilie | 0      | 1      | 1     |
| Judo          | 1      | 0      | 1     |
| Natation      | 1      | 1      | 2     |
| Tir           | 0      | 1      | 1     |
| Total         | 3      | 3      | 6     |

## Résultats

### Athlétisme
Le Liban bénéficie d'une place attribuée au nom de l'universalité des Jeux. Noureddine Hadid (en) dispute le 200 mètres masculin.
| Athlète          | Épreuve        | 1er tour | 1er tour | Demi-finale | Demi-finale | Finale  | Finale  |
| Athlète          | Épreuve        | Temps    | Rang     | Temps       | Rang        | Temps   | Rang    |
| ---------------- | -------------- | -------- | -------- | ----------- | ----------- | ------- | ------- |
| Noureddine Hadid | 200 m masculin | 21 s 12  | 8e       | Éliminé     | Éliminé     | Éliminé | Éliminé |

### Haltérophilie
| Athlète          | Compétition           | Arraché  | Arraché | Épaulé-jeté | Épaulé-jeté | Total  | Rang |
| Athlète          | Compétition           | Résultat | Rang    | Résultat    | Rang        | Total  | Rang |
| ---------------- | --------------------- | -------- | ------- | ----------- | ----------- | ------ | ---- |
| Mahassen Fattouh | Moins de 76 kg femmes | 93 kg    | 11e     | 124 kg      | 7e          | 217 kg | 9e   |

### Judo
| Athlète     | Compétition           | 1er tour            | 2e tour             | Quart de finale     | Demi-finale         | Repêchage           | Finale / MB         | Rang    |
| Athlète     | Compétition           | Adversaire Résultat | Adversaire Résultat | Adversaire Résultat | Adversaire Résultat | Adversaire Résultat | Adversaire Résultat | Rang    |
| ----------- | --------------------- | ------------------- | ------------------- | ------------------- | ------------------- | ------------------- | ------------------- | ------- |
| Nacif Elias | Moins de 81 kg hommes | Exempté             | Lee Défaite 00-10   | Éliminé             | Éliminé             | Éliminé             | Éliminé             | Éliminé |

### Natation
| Athlète           | Épreuve                  | Série         | Série | Demi-finale | Demi-finale | Finale   | Finale   |
| Athlète           | Épreuve                  | Temps         | Rang  | Temps       | Rang        | Temps    | Rang     |
| ----------------- | ------------------------ | ------------- | ----- | ----------- | ----------- | -------- | -------- |
| Munzer Kabbara    | 200 m 4 nages masculin   | 2 min 3 s 8   | 21e   | Éliminé     | Éliminé     | Éliminé  | Éliminé  |
| Gabriella Doueihy | 100 m nage libre féminin | 2 min 11 s 29 | 29e   | Éliminée    | Éliminée    | Éliminée | Éliminée |

### Tir
| Athlète    | Compétition | Qualification | Qualification | Finale   | Finale   |
| Athlète    | Compétition | Points        | Rang          | Points   | Rang     |
| ---------- | ----------- | ------------- | ------------- | -------- | -------- |
| Ray Bassil | Trap,       | 114           | 21e           | Éliminée | Éliminée |